# 小行星1670
小行星1670（1670 Minnaert）是一颗围绕太阳公转的小行星。1934年9月9日，亨德里克·范根特在约翰内斯堡发现了此天体。
該小行星以荷蘭天文學家馬塞爾·米納爾命名。
这颗小行星的绝对星等为20.69627等。